# افسانه محلی
افسانهٔ محلی، نوعی باور عمومی نادرست در دوران مدرن است که سازندگان اولیهٔ آن ممکن است به واقعی بودن آن معتقد نبوده باشند، اما با نقل گفتاری و نوشتاریِ آن در سطح وسیع، مردم به آن اعتقاد پیدا می‌کنند.

## نمونه‌هایی از افسانه‌های محلی
- اسکلت‌های غول‌پیکر[۲][۳][۴]
- نامهٔ چارلی چاپلین به دخترش
- ارتباط نزدیک محمود حسابی و اینشتین[۵]
- ابراهیم عطایی[۶]
- پل مرده‌است